# Polygala japonica
Polygala japonica là một loài thực vật có hoa trong họ Polygalaceae. Loài này được Houtt. miêu tả khoa học đầu tiên năm 1779.